# Gobierno de Flensburgo

Miembros del Gobierno de Flensburgo arrestados por los británicos el 23 de mayo. En primer plano el almirante Karl Dönitz en uniforme, detrás el general Alfred Jodl en uniforme y Albert Speer, en abrigo civil.

El Gobierno de Flensburgo (en alemán: Flensburger Regierung) fue una entidad gubernamental creada en la Alemania nazi tras el suicidio de Adolf Hitler en el Führerbunker durante la Batalla de Berlín, en los días finales de la Segunda Guerra Mundial. Este Gobierno estaba presidido por el almirante Karl Dönitz, a quien Hitler había designado como "Presidente del Reich" en su testamento el 30 de abril de 1945. 
Si bien el nombre oficial de esta administración fue Gobierno provisional del Reich (en alemán: Geschäftsführende Reichsregierung), se le llamó «Gobierno de Flensburgo» porque su sede estaba en el puerto báltico de Flensburgo-Mürwik, cercano a la frontera alemana con Dinamarca, y porque la autoridad real del almirante Dönitz apenas se reducía a Flensburgo, Dinamarca y sus alrededores, sin tener influencia alguna sobre el resto de Alemania, ya ocupada en su casi totalidad por los futuros vencedores.
Dönitz y sus colaboradores trataron de presentarse ante los Aliados y la URSS como autoridad gubernamental alemana, aunque fracasaron por completo en ese intento, siendo disuelto este "Gobierno" por la intervención de soldados británicos el 23 de mayo de 1945.

## Historia

### Antecedentes

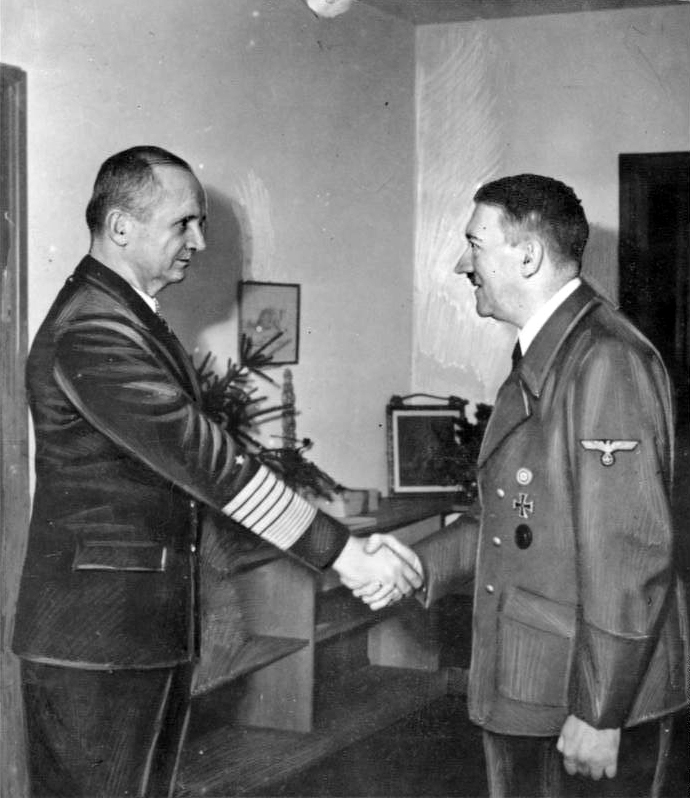
Hitler recibe a Dönitz en el Führerbunker (1945).

Antes de suicidarse en Berlín, Hitler ordenó en su testamento que los poderes gubernamentales se encargaran al almirante Karl Dönitz, quien no se hallaba entonces en la capital alemana, sino en el puerto de Flensburgo, sede del último cuartel general de la Kriegsmarine. En esas disposiciones finales, Hitler nombró a Dönitz como Presidente del Reich (el mismo puesto que Hitler había abolido en 1934 tras la muerte del mariscal Paul von Hindenburg) y no como "Führer"; además Hitler nombraba a su Ministro de Propaganda Joseph Goebbels como Canciller del Reich y condenaba a muerte a Hermann Göring y Heinrich Himmler como traidores, expulsándolos además del Partido Nazi.
Tras ocurrir en la tarde del 30 de abril la muerte de Hitler en Berlín, el almirante Dönitz recibió dos mensajes en la mañana del 1 de mayo: uno informándole de su designación como "Presidente del Reich" y el segundo indicando otras designaciones gubernamentales hechas por Hitler. Dönitz solo hizo caso del primer mensaje y omitió atender el segundo. Ese mismo día Goebbels se suicidaba en Berlín, cercado por las tropas soviéticas, y aunque Dönitz ignoraba esa noticia, llamó al conde Lutz Graf Schwerin von Krosigk para que éste asumiera el cargo de Canciller. Von Krosigk rechazó esa designación pero aceptó trabajar con Dönitz con el cargo de "ministro principal".  

### Formación del gobierno
En la noche del 1 de mayo Dönitz usó la radio para dar un discurso a nivel nacional, retransmitido por la radio de Hamburgo, informando oficialmente a Alemania de la muerte de Hitler y prometiendo "seguir la lucha contra el enemigo bolchevique". No obstante, para esa fecha Dönitz proyectaba asegurarse la lealtad de las tropas de la Wehrmacht aún existentes, en tanto que oponer resistencia seria contra Aliados o soviéticos era una tarea inviable tras la desintegración de la Wehrmacht y la ocupación efectiva de la mayor parte del Reich por tropas extranjeras, más aún por la previsible desmoralización de las tropas aún en combate al conocerse la inminente caída de Berlín en manos soviéticas. 
Otra preocupación importante de Dönitz, observando que no había esperanza alguna de evitar la derrota, era lograr que la mayor cantidad posible de tropas alemanas se rindieran a los británicos o estadounidenses, evitando ser apresadas por el Ejército Rojo y ser expuestas así a represalias y venganzas. Ya el día 2 de mayo se habían rendido a británicos y estadounidenses las tropas alemanas del norte de Italia, en esta rendición estaban incluidas las tropas neofascistas italianas.
El mismo 2 de mayo, el jefe máximo de las SS, Heinrich Himmler, llegó a Flensburgo y se entrevistó con Dönitz, al conocer que éste había sido designado Jefe de Estado, para ponerse a sus órdenes. Según se supo más tarde, Dönitz había estacionado tropas leales de la Kriegsmarine cerca de la sede del gobierno, por temor a que Himmler tratase de obtener un nombramiento por la fuerza. No obstante, Dönitz logró rechazar la oferta informando a Himmler que Hitler ya le había destituido días antes de todos sus cargos mientras se hallaba en el Führerbunker, acusándolo además de traición (por sus contactos con el conde sueco Folke Bernadotte para rendirse a los Aliados occidentales) y ordenando que fuera condenado a muerte. Al saber de esta delicada situación, Himmler le pidió a Dönitz que por lo menos le permita ser el «segundo hombre del Estado», pero Dönitz rechazó también esta solicitud por cuanto había urgencia de llegar a una paz con los Aliados y con la URSS, siendo que para esto sería un obstáculo grave tener en el gobierno a Himmler, líder tan cercano a Hitler y además jefe supremo de las SS. Tras esto, Himmler se marchó de Flensburgo y buscó por su cuenta contactarse con los aliados occidentales, hasta ser arrestado el 16 de mayo.

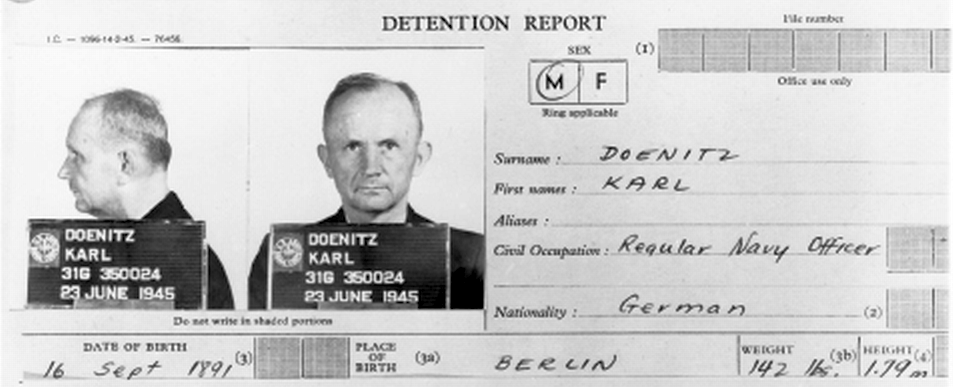
Tarjeta de identificación del almirante Dönitz por el ejército estadounidense el 23 de junio de 1945.

El Gobierno de Flensburgo estableció un Consejo de Ministros entre los líderes nazis que habían logrado reunirse en dicha ciudad portuaria huyendo del enemigo. El 4 de mayo Dönitz, de acuerdo con Von Krosigk, ordenó poner fin a todas las operaciones de los submarinos de la Kriegsmarine disponiendo que las naves retornen a sus bases de inmediato (principalmente en la costa de Noruega aún bajo ocupación alemana), y al día siguiente mandó disolver el Werwolf, poniendo fin a toda actividad de resistencia o sabotaje. En paralelo, las tropas alemanas de Países Bajos, Dinamarca, y el noroeste de Alemania habían capitulado por su cuenta el 4 de mayo; en esa misma fecha se rendían a los estadounidenses las tropas alemanas aún existentes entre Baviera y el oeste de Bohemia.
El Gobierno se reunió en sesión de gabinete el mismo 5 de mayo y estaba formado por Karl Dönitz, como Reichpresident, Lutz Graf Schwerin von Krosigk, como ministro de Finanzas y de Asuntos Exteriores, además de jefe del gabinete, Wilhelm Stuckart como ministro de Cultura y del Interior, Albert Speer como ministro de Industria y Producción, Herbert Backe como ministro de agricultura y bosques, Franz Seldte como ministro de trabajo y asuntos sociales, y Julius Dorpmüller, como ministro de Correos y Comunicaciones. La jefatura del Estado Mayor de la Wehrmacht recayó en el general Alfred Jodl, a cargo de negociar con los Aliados occidentales, mientras que al mariscal Wilhelm Keitel se le encargaban las negociaciones con los soviéticos.

### Capitulación ante los Aliados
Dönitz requirió el mismo viernes 5 de mayo a los generales Alfred Jodl y Wilhelm Keitel para que ordenaran el repliegue hacia el oeste de las tropas sobrevivientes de la Wehrmacht. El tiempo se agotaba para retirarse al oeste y escapar del Ejército Rojo y tanto aliados como soviéticos procedían a ocupar todo el territorio alemán que podían, tras agotarse la resistencia efectiva al difudirse la noticia de la muerte de Hitler y de la capitulación final de la propia guarnición de Berlín el 2 de mayo.
Para ganar tiempo, el mismo 5 de mayo Dönitz envió al almirante Hans-Georg von Friedeburg, nuevo jefe supremo de la Kriegsmarine, al cuartel general aliado, presidido por el general estadounidense Dwight D. Eisenhower en la ciudad francesa de Reims, para negociar una rendición. Al día siguiente, 6 de mayo von Friedeburg y el general Alfred Jodl se reunieron en Reims, llegando a dicha ciudad tras portar banderas blancas a lo largo del territorio controlado por los Aliados, mientras que ese mismo día Dönitz envió comunicaciones desde Flensburgo a los últimos ministros de Hitler: Joseph Goebbels (aún sin saber de su muerte en Berlín), Heinrich Himmler, Alfred Rosenberg y Otto Georg Thierack, destituyéndolos oficialmente de todos sus cargos. En paralelo, esa mañana estallaba en Praga una revuelta checa contra los ocupantes alemanes.
En Reims, tanto Jodl como von Friedeburg tenían órdenes de Dönitz de demorar las conversaciones todo lo posible para que las tropas alemanas del frente oriental tuvieran tiempo de huir hacia el oeste y rendirse a los Aliados, pero el general Eisenhower descubrió de inmediato la maniobra y amenazó con rechazar las rendiciones de soldados alemanes (y dejarlos así a merced de los soviéticos) a menos que Jodl y von Friedeburg aceptaran una capitulación final de inmediato, admitiendo en ella una «rendición sin condiciones». Ese mismo día, sin esperar una decisión de Dönitz, capitulaba ante los soviéticos la guarnición alemana de Breslau tras casi dos meses de cerco.
Al tener noticia de la amenaza de Eisenhower, en la noche del sábado 6 de mayo Dönitz autorizó a Jodl para firmar la "rendición incondicional" de la Wehrmacht en Reims, lo cual se hizo efectivo mediante un documento de rendición a las 01:30 horas del domingo 7 de mayo, con la frase:

Todas las fuerzas bajo control alemán cesarán las operaciones activas a las 23:01 horas de la Europa Central, del 8 de mayo de 1945.

Esto daba tiempo para difundir las noticias de la rendición a las tropas alemanas, pero no concedía mayor plazo para una evacuación masiva de fuerzas germanas hacia el oeste; además el texto fijado por Eisenhower resultaba tan lacónico que no diferenciaba entre fuerzas de tierra, mar o aire, e incluía a tropas de cualquier nacionalidad que se hubieran adherido al Tercer Reich, en cualquier punto de Europa (incluyendo así tácitamente a las fuerzas germanas en contacto con los soviéticos), por lo cual suponía en la práctica una capitulación completa. El mismo día 7 las tropas alemanas de tierra y mar en Noruega recibieron la noticia de la rendición y se prepararon a capitular ante la resistencia local y los británicos.
No obstante, al conocerse este hecho en la URSS, Stalin reclamó que la rendición se repitiera en Berlín en el cuartel general del Ejército Rojo, presidido por el general Gueorgui Zhúkov, para asegurar de modo expreso que la capitulación comprendía también a las tropas alemanas que aún resistían a las fuerzas soviéticas; además la Stavka reclamaba que un evento de tanta trascendencia debía ejecutarse también ante los máximos jefes del Ejército Rojo y no solo ante representantes de los Aliados occidentales. La capitulación se repitió entonces en el cuartel general soviético en Berlín el 8 de mayo poco antes de la medianoche, firmando por parte alemana Keitel, von Friedeburg y el general Hans-Jürgen Stumpff (representando a la Luftwaffe) ante los representantes de la URSS liderados por Zhúkov y los representantes de los Aliados.

### Tras la rendición
La capitulación en Berlín ratificaba el mismo texto previsto en Reims, sin dar más tiempo para un repliegue alemán, por lo cual al almirante Dönitz no pudo así ganar más tiempo para la huida de tropas alemanas, y el 9 de mayo los sobrevivientes de la Wehrmacht, donde quiera que estuviesen, debieron rendirse sin condiciones ante el enemigo con el cual tuvieran contacto. El gabinete de Flensburgo quedaba así ignorado por las potencias vencedoras en tanto su autoridad efectiva se reducía apenas al puerto donde estaba albergado y una delgada franja de tierra al costado de la frontera germano-danesa. 
Aunque Dönitz trató de dejar sin efecto algunas normas del periodo hitleriano, su gobierno se basaba en seis miembros del Partido Nazi y solo su jefe, el conde Lutz Graf Schwerin von Krosigk, carecía de filiación a ese partido. Además, el escaso poder efectivo del Gobierno de Flensburgo, reducido a una estrecha franja de tierra junto a la frontera danesa, hizo que sus esfuerzos de "desnazificación" carecieran de utilidad práctica ante los vencedores.
Al saber de la capitulación incondicional en Berlín el 8 de mayo, el ministro de Industria y Producción, Albert Speer, pidió a Dönitz que el Gobierno de Flensburgo se disolviera también, al ser evidente su inutilidad, pero Dönitz y sus colaboradores aún tenían la esperanza de servir como gobierno alemán de posguerra o de ser reconocidos como tales por los vencedores. Al respecto Dönitz confiaba en un discurso de Winston Churchill donde el líder británico mencionaba que «la rendición alemana había sido autorizada por el almirante Dönitz, designado jefe de Estado», lo cual sería por lo menos un indicio de reconocimiento por parte de los Aliados, pero tal esperanza resultó vana.

## Final

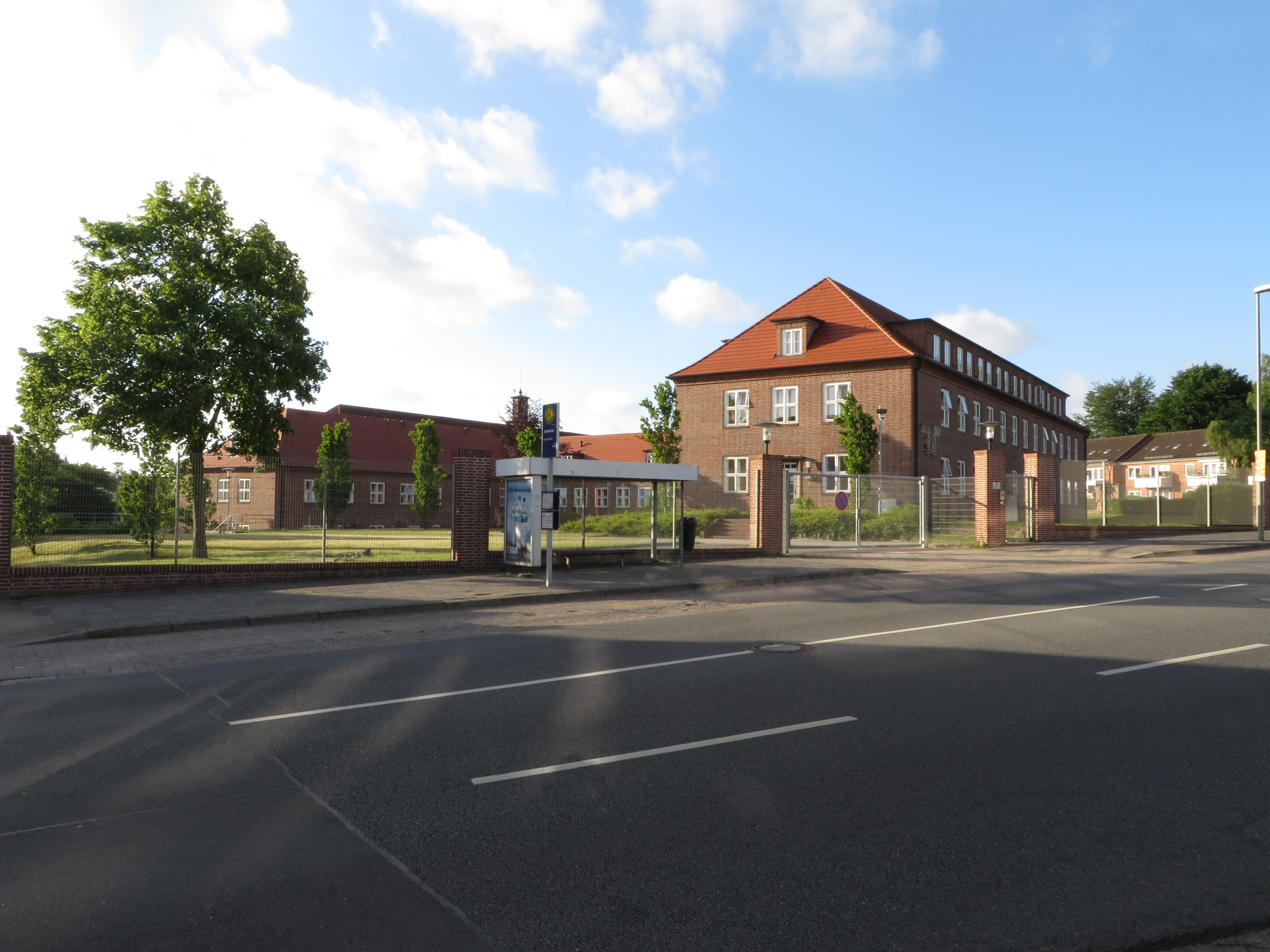
La Sede del Gobierno de Flensburgo, la Escuela de deportes de la Marina (alemán: Marinesportschule) en el borde de la Academia Naval de Mürwik.

Durante varios días los vencedores continuaron su tarea de finalizar la rendición alemana y asumir la administración del territorio ocupado, recibiendo las rendiciones de tropas alemanas en puntos aislados: el extremo oeste de Creta, el extremo norte de Rodas, las Islas del Canal, las playas alrededor de la península de Hel (en la costa norte de Polonia) y la Bolsa de Curlandia, o sofocando los últimos focos de resistencia aislada de la Wehrmacht como la capital checa de Praga donde las fuerzas germanas recién capitularon el 13 de mayo, y las localidades del oeste de Eslovenia donde resistían tropas alemanas y colaboracionistas yugoslavos. 
La actitud británica frente al Gobierno de Dönitz durante sus primeros días fue bastante ambigua, un comportamiento que pronto provocó recelos entre los soviéticos. El 11 de mayo el mariscal de campo Ernst Busch anunció por radio que estaba al frente de las tropas alemanas en Schleswig-Holstein con el «consentimiento de los británicos» y, al día siguiente, Churchill expuso mediante un telegrama remitido a Truman su preocupación porque una eventual retirada estadounidense de Europa pudiese significar que británicos y franceses no estuvieran en condiciones de hacer frente a las ambiciones soviéticas si el Ejército Rojo era enviado a ocupar más territorios hacia el oeste: estaba implícita la idea de que para ello los soldados alemanes terminarían siendo necesarios. Montgomery había ordenado además que las armas confiscadas a las tropas alemanas no fueran destruidas por si se «pudieran necesitar por alguna razón», un conjunto de indicios que incluso hicieron sospechar al resto de los Aliados que los británicos habían llegado a reconocer al Gobierno de Flensburgo.
En cualquier caso los vencedores ignoraron al Gobierno de Flensburgo, negándose a reconocerlo oficialmente, al punto que el 12 de mayo una comisión militar de enlace aliado llegó a Flensburgo apenas para asegurarse que Dönitz y su gabinete exigieran a las demás tropas alemanas cumplir con el acta de capitulación. Para esa fecha el Gobierno de Dönitz ejercía autoridad sobre apenas 25 000 personas en el puerto, entre soldados ilesos y heridos, prisioneros de guerra y refugiados civiles, junto con 250 embarcaciones de todo tamaño aglomeradas en los muelles. Al día siguiente, 13 de mayo, tropas británicas entran al fin en Flensburgo, difunden la prohibición oficial contra el Partido Nazi y arrestan al mariscal Keitel, izando la Union Jack en las oficinas gubernamentales y retirando los símbolos nazis (retratos de Hitler, escudos con la esvástica). Dönitz reclama un contacto «oficial» con las autoridades aliadas pero su pedido es denegado, mientras ese mismo día llega al puerto el último barco con refugiados alemanes.
El 15 de mayo los británicos arrestaron al jefe de policía y al alcalde de Flensburgo, el día 16 desarmaron a todos los soldados alemanes (solo a los oficiales germanos se permite conservar sus armas de reglamento) y dejaron una guarnición de tres compañías de infantería. En los días siguientes los británicos arrestaron a todos los funcionarios de la Gestapo y del NSDAP que logran hallar (unos 2000), quien tratan vanamente de mostrarse como soldados de la Wehrmacht. El 19 de mayo una delegación estadounidense liderada por John K. Galbraith y George Ball llegó por avión para interrogar a Albert Speer.
Mientras tanto los soviéticos empezaron a presionar firmemente para que sus aliados terminaran definitivamente con los restos de autoridad de Dönitz y su Gobierno. Pravda comenzó una campaña de prensa organizada por el mismo Stalin en la que se denunciaba a la «camarilla militarista fascista» organizada en torno al almirante y Radio Moscú, conocedores los soviéticos de que Dönitz les había propuesto un frente común antibolchevique, llegó a afirmar que estaba chantajeando a los occidentales. Finalmente, el 20 de mayo Pravda, Izvestia y Krásnaya Zvezdá exigieron su inmediata destitución, decisión que tomó Dwight D. Eisenhower al ordenar su detención, obligado también por la directiva JCS 1067 de la Junta de Jefes de Estado Mayor, que era clara al respecto y no permitía la permanencia en sus cargos de ningún dirigente nazi.
La reacción soviética motivó que el 22 de mayo, oficiales de la Comisión Aliada de Control llegasen al puerto de Flensburgo y llamaran a Dönitz y sus principales colaboradores para reunirse en el buque Patria, capturado por los británicos y anclado en el puerto, a las 9:45 de la mañana del día siguiente. A primeras horas del 23 de mayo, en la reunión con los representantes aliados se le comunicó a Dönitz que estaba en la lista de criminales de guerra y que no sería tratado como jefe de Estado sino como prisionero. Dönitz regresó al cuartel general de su gobierno donde fue detenido, junto a Alfred Jodl, el almirante Von Friedeburg y los demás ministros cuando iba a comenzar la reunión del gabinete. Tres batallones de tropas británicas habían rodeado a esas horas las instalaciones de Mürwik, sin resistencia. Allí arrestaron y registraron a todos los militares alemanes que encontraron, junto con sus colaboradores civiles. Von Friedeburg y la secretaria de Dönitz se encerraron en los lavabos y se suicidaron.
Una posterior declaración del 5 de junio de las cuatro potencias vencedoras en Berlín determinó que serían ellas quienes asumían un gobierno militar sobre Alemania, sin reconocer ningún tipo de autoridad alemana, fuera civil o militar, lo cual implicaba ignorar y desconocer por completo los poderes que el Gobierno de Flensburgo trató de atribuirse durante su breve existencia. En los próximos cuatro años, Alemania quedaba sujeta a un gobierno militar de los vencedores.

## Composición del gabinete
| Gabinete de Schwerin von Krosigk                         | Gabinete de Schwerin von Krosigk | Gabinete de Schwerin von Krosigk          | Gabinete de Schwerin von Krosigk |
| -------------------------------------------------------- | -------------------------------- | ----------------------------------------- | -------------------------------- |
| Cargo                                                    | Titular                          | Período                                   | Partido                          |
| Reichspräsident                                          | Karl Dönitz                      | 30 de abril de 1945 - 23 de mayo de 1945  | NSDAP (Miembro honorario)        |
| Reichskanzler (Formalmente Ministro Principal del Reich) | Lutz Graf Schwerin von Krosigk   | 2 de mayo de 1945 - 23 de mayo de 1945    | NSDAP                            |
| Ministro de Relaciones Exteriores                        | Lutz Graf Schwerin von Krosigk   | 2 de mayo de 1945 - 23 de mayo de 1945    | NSDAP                            |
| Ministro de Interior                                     | Wilhelm Stuckart                 | 2 de mayo de 1945 - 23 de mayo de 1945    | NSDAP                            |
| Ministro de Justicia                                     | Otto Georg Thierack              | 24 de agosto de 1942 - 23 de mayo de 1945 | NSDAP                            |
| Ministro de Finanzas                                     | Lutz Graf Schwerin von Krosigk   | 1 de junio de 1932 - 23 de mayo de 1945   | NSDAP                            |
| Ministro de Economía                                     | Albert Speer                     | 2 de mayo de 1945 - 23 de mayo de 1945    | NSDAP                            |
| Ministro de Agricultura                                  | Herbert Backe                    | 2 de mayo de 1945 - 23 de mayo de 1945    | NSDAP                            |
| Ministro de Trabajo                                      | Franz Seldte                     | 2 de mayo de 1945 - 23 de mayo de 1945    | NSDAP                            |
| Ministro de Guerra                                       | Karl Dönitz                      | 30 de abril de 1945 - 23 de mayo de 1945  | NSDAP (Miembro honorario)        |
| Ministro de Transporte                                   | Julius Heinrich Dorpmüller       | 2 de febrero de 1937 - 23 de mayo de 1945 | NSDAP                            |
| Ministro de Asuntos Postales                             | Julius Heinrich Dorpmüller       | 2 de mayo de 1945 - 23 de mayo de 1945    | NSDAP                            |
| Ministro de Industria y Producción                       | Albert Speer                     | 2 de mayo de 1945 - 23 de mayo de 1945    | NSDAP                            |
| Ministro de Armamento y Guerra                           | Karl Saur                        | 30 de abril de 1945 - 23 de mayo de 1945  | NSDAP                            |